# Tepetzintán
Tepetzintán är en ort i Mexiko.   Den ligger i kommunen Cuetzalan del Progreso och delstaten Puebla, i den sydöstra delen av landet, 180 km öster om huvudstaden Mexico City. Tepetzintán ligger 564 meter över havet och antalet invånare är 814.
Terrängen runt Tepetzintán är bergig, och sluttar norrut. Runt Tepetzintán är det tätbefolkat, med 383 invånare per kvadratkilometer. Närmaste större samhälle är Olintla, 18,3 km väster om Tepetzintán. I omgivningarna runt Tepetzintán växer huvudsakligen savannskog.